# Vârful Găinațul Mare, Munții Iezer-Păpușa

Găinațul Mare este un vârf montan situat în Masivul Iezer-Păpușa, care are altitudinea de 1.832 metri.